# Proclamación de la Primera República española

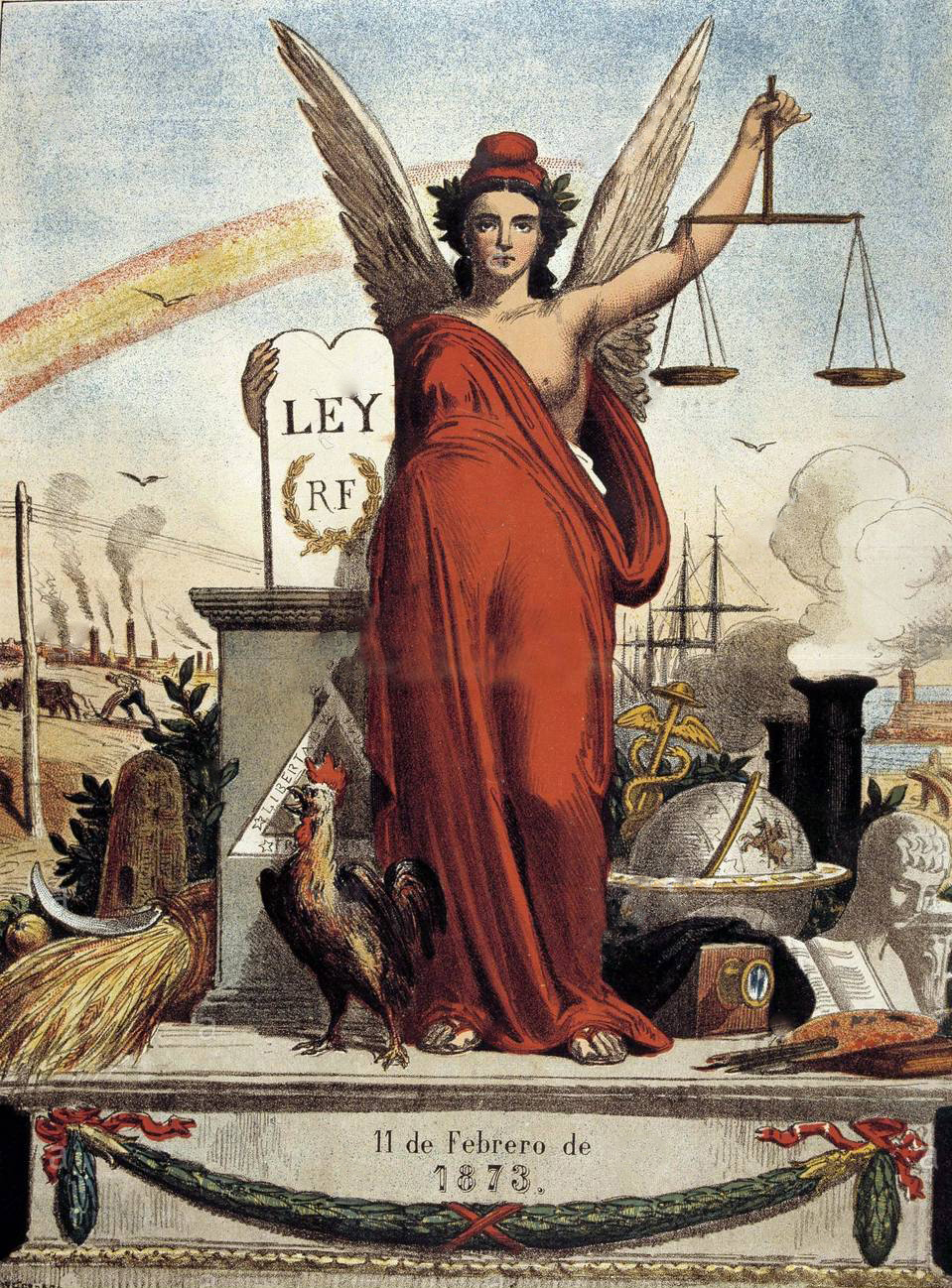
Dibujo alegórico de Tomás Padró publicado en La Flaca el 6 de marzo de 1873 que representa, elevada sobre un pedestal con la fecha del 11 de febrero de 1873, a la República recién proclamada como una matrona vestida con túnica clásica y el gorro frigio de la libertad. Levanta en su mano izquierda la balanza de la justicia y en la derecha sostiene las tablas de la ley en las que aparece el acrónimo «R. F.» rodeado de una corona de laurel. Junta a ella el gallo que representa la tradición republicana francesa y el triángulo de la equidad con el lema «Libertad, Igualdad, Fraternidad». En los laterales y al fondo fondo se pueden observar varios elementos que representan el progreso, la ciencia, las artes, el comercio y el trabajo. En el cielo se dibuja la bandera de España en forma de arco iris.

La proclamación de la Primera República española tuvo lugar el 11 de febrero de 1873 tras la abdicación el día anterior de Amadeo I. Ante el vacío de poder creado por la renuncia del rey a la Corona el Congreso de los Diputados y el Senado, reunidos conjuntamente y constituidos como Asamblea Nacional, decidieron proclamar la República, gracias a que los diputados del monárquico Partido Demócrata-Radical que ostentaba una amplia mayoría se sumaron a la propuesta del Partido Republicano Democrático Federal que sólo contaba con 77 diputados. Fue aprobada por 258 votos y 32 en contra, pero sin definirla como unitaria o como federal, postergando la decisión a las futuras Cortes Constituyentes.
Coincidiendo con otros historiadores, Manuel Suárez Cortina ha señalado que «la república llegó más por el agotamiento de la monarquía que por la propia fuerza política de los republicanos». Así lo reconoció el republicano Emilio Castelar en el discurso que pronunció en las Cortes el mismo día 11 de febrero: «El Partido Republicano no reivindica la gloria que sería para él de haber destruido la Monarquía. Nadie ha destruido la Monarquía en España; nadie la ha matado. La Monarquía ha muerto por una descomposición interior». El también republicano Francisco Pi y Margall escribió: «La República vino por donde menos esperábamos». Por su parte la historiadora Ester García Moscardó ha indicado que, tras «el fracaso de la vía monárquica de democratización del sistema liberal» y «sin alternativa viable al trono en aquel momento, la república se presentaba como una solución de compromiso para la salvaguarda de los principios revolucionarios de 1868».

## Antecedentes: el fracaso de la monarquía de AmadeoI
En junio de 1872 el rey Amadeo I encargó la formación de gobierno al líder del Partido Demócrata-Radical Manuel Ruiz Zorrilla, pero este puso como condición la disolución de las Cortes y la convocatoria de nuevas elecciones, a pesar de que las últimas se habían celebrado hacía solo dos meses —lo que podía contravenir el artículo 43 de la Constitución española de 1869 que establecía que «las Cortes estarán reunidas a lo menos cuatro meses cada año»—. El rey aceptó y los conservadores del Partido Constitucional, el otro gran partido de la Monarquía de Amadeo I, reaccionaron denunciando «el golpe de Estado inaudito y desvergonzado» que, según ellos, se había producido.

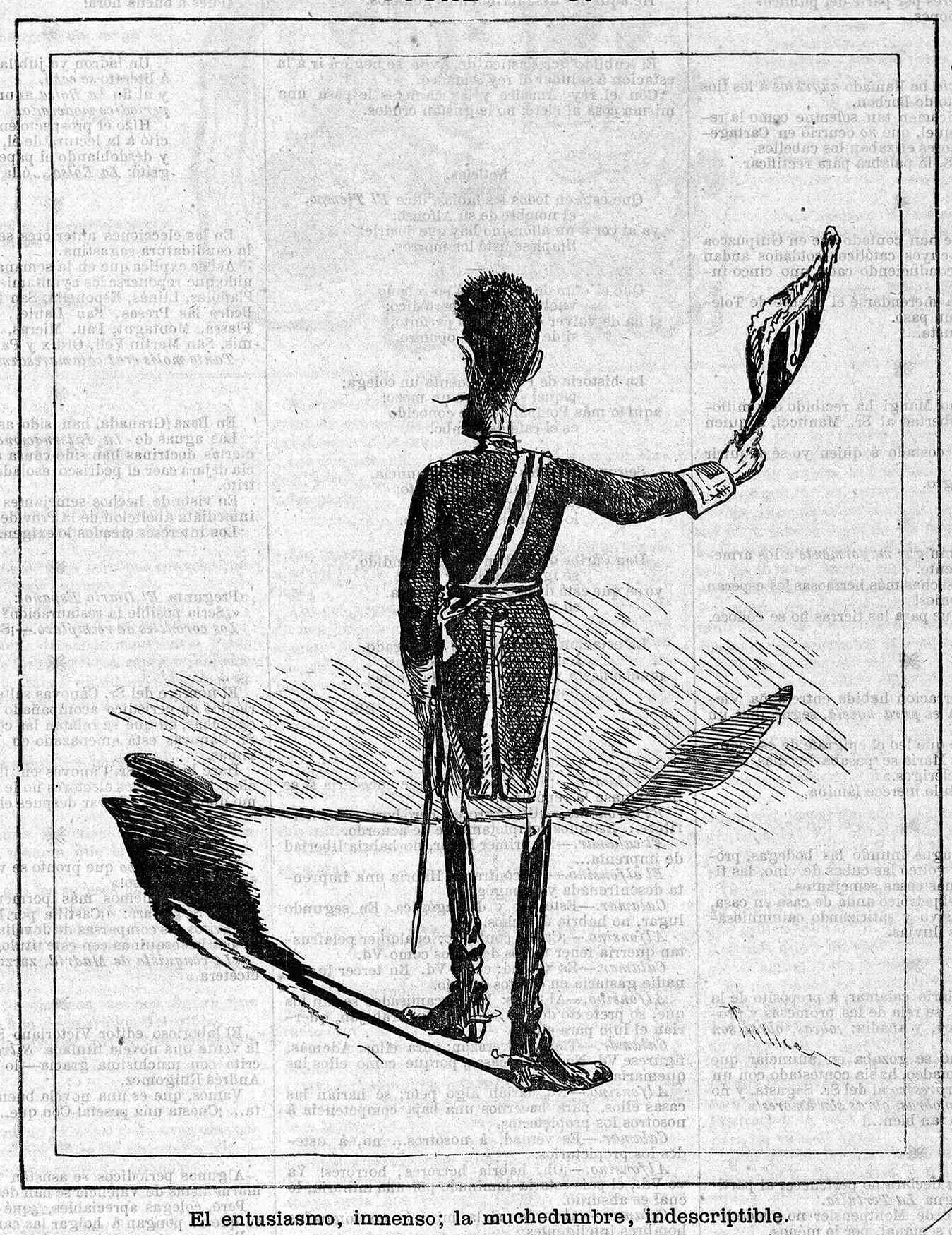
«El entusiasmo, inmenso; la muchedumbre, indescriptible», caricatura de Amadeo I en la revista Gil Blas, obra de Pellicer y publicada el 4 de agosto de 1872. El rey saluda extendiendo el brazo derecho con el sobrero en la mano, pero como está de espaldas se comprueba que ante él no hay nadie, tan sólo su sombra proyectada en el vacío.

La convocatoria de elecciones, que se celebrarían en agosto, abrió un arduo debate en el seno del Partido Constitucional entre los partidarios y los detractores de participar en ellas. Aunque al final la junta del partido decidió el 5 de julio la participación la resolución fue acogida con poco entusiasmo por los comités locales, por lo que, seguros de su derrota dada la «influencia moral» del gobierno en las mismas, el partido Constitucional presentó muy pocos candidatos y en la mitad de las provincias no presentó ninguno. El retraimiento, según Ángel Bahamonde, constituyó «una peligrosa actitud que ponía en cuestión no ya las mismas elecciones, sino el sistema en su conjunto», a lo que se unía el hecho de que el propio líder del Partido Constitucional, el general Serrano, tampoco se presentó por lo que no podría suceder a Ruiz Zorrilla en el Gobierno según las prácticas parlamentarias al uso. La sensación de soledad del rey, que ya solo contaba con el apoyo de los radicales de Ruiz Zorrilla, se vio acentuada por el atentado que sufrió en la calle del Arenal de Madrid el 18 de julio junto a su esposa, que, aunque lograron salvar la vida, le dejó muy impresionado.
Las elecciones celebradas el 24 de agosto de 1872, tal como se esperaba, dieron la victoria a los candidatos del Partido Radical —274 diputados, frente a 77 republicanos, catorce constitucionalistas y nueve moderados—, aunque más de la mitad de los electores no fueron a votar a causa del «retraimiento» del Partido Constitucional, de la campaña abstencionista de los carlistas (que ya habían iniciado su levantamiento) y de los republicanos «intransigentes» y del desinterés general (dada la falta de cultura política entre una población mayoritariamente analfabeta).

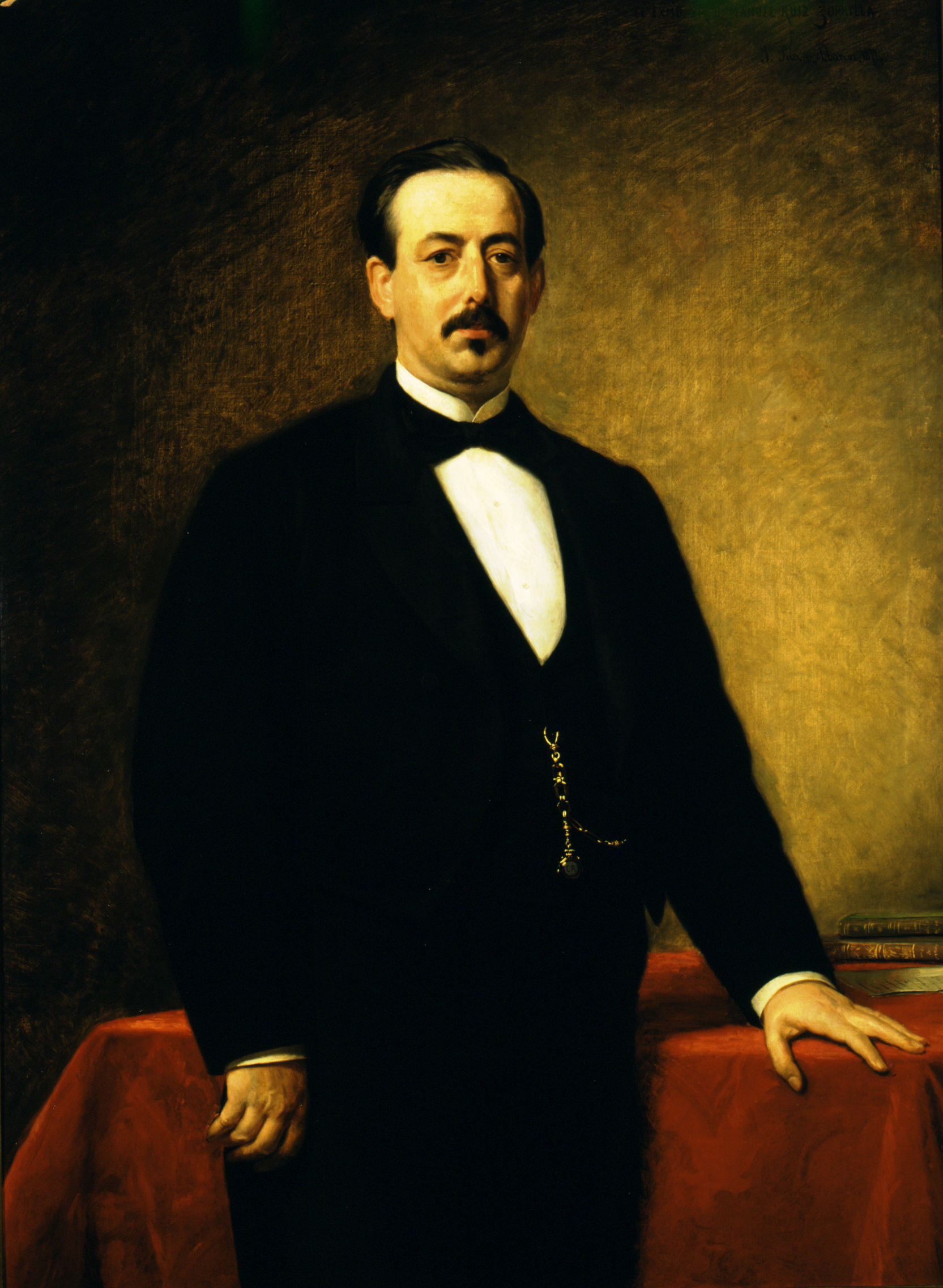
Manuel Ruiz Zorrilla.

Sin embargo, el gobierno radical de Ruiz Zorrilla, a pesar de la amplia mayoría con que contaba en las Cortes, no pudo sacar adelante su anunciado programa de reformas, excepto la nueva Ley de Enjuiciamiento Criminal aprobada el 22 de diciembre y que reguló el juicio oral y el jurado. No consiguió que se aprobara la que posiblemente era su medida más ambiciosa: la abolición inmediata de la esclavitud en Puerto Rico, acompañada de la aplicación del régimen provincial a la isla y la separación de la autoridad política de la militar. Dos ministros dimitieron en desacuerdo con la propuesta y los constitucionales también se opusieron, pero como solo contaban con catorce diputados, el peso de la campaña en contra del proyecto de ley lo llevaron los Centros Hispano Ultramarinos, que agrupaban a los comerciantes y hombres de negocios con intereses en las plantaciones esclavistas en Cuba y en Puerto Rico y en el tráfico de esclavos. Estos centros, que habían conseguido la adhesión de los partidos conservadores y formado una Liga Nacional, llegaron a presionar al rey Amadeo I para que no firmara los decretos que le presentara el gobierno sobre reformas del régimen colonial. De entrada ya habían conseguido que el Gobierno descartara el proyecto inicial de abolir la esclavitud en todas las Antillas y que quedara restringido a Puerto Rico, donde había unos 30 000 esclavos, dejando fuera Cuba, cuya población esclava era diez veces mayor.
Tampoco pudo cumplir la promesa de suprimir las quintas debido al recrudecimiento de la guerra carlista y de la de Cuba lo que obligó al gobierno a llamar a nuevos reemplazos de reclutas, produciéndose algaradas de protesta en muchas localidades encabezadas por los republicanos federales «intransigentes» —el levantamiento más grave tuvo lugar el 11 de octubre en Ferrol, protagonizado por los trabajadores del Arsenal, que fracasó al no encontrar apoyos en la ciudad, ni ser secundado en otros lugares y que fue condenado con dureza por Pi y Margall—.
Ante la «la situación extremadamente inestable y conflictiva» del país Ruiz Zorrilla intentó restablecer las relaciones con el Partido Constitucional, pero se encontró con la oposición de los diputados de su partido de procedencia demócrata, los antiguos cimbrios, liderados por el presidente del Congreso Nicolás María Rivero y por dos de sus ministros, Cristino Martos y José Echegaray. Esta división en el partido radical alentó a los republicanos federales «benevolentes» a proseguir en su estrategia de atraerlos a su campo y conseguir una mayoría en el parlamento para poner fin a la monarquía y proclamar la República. De hecho hubo contactos secretos de los republicanos federales Castelar y Figueras con los líderes de los cimbrios y «a finales de año existía un proyecto conspirativo que tenía el apoyo de varios generales del ejército».

## La abdicación de Amadeo I

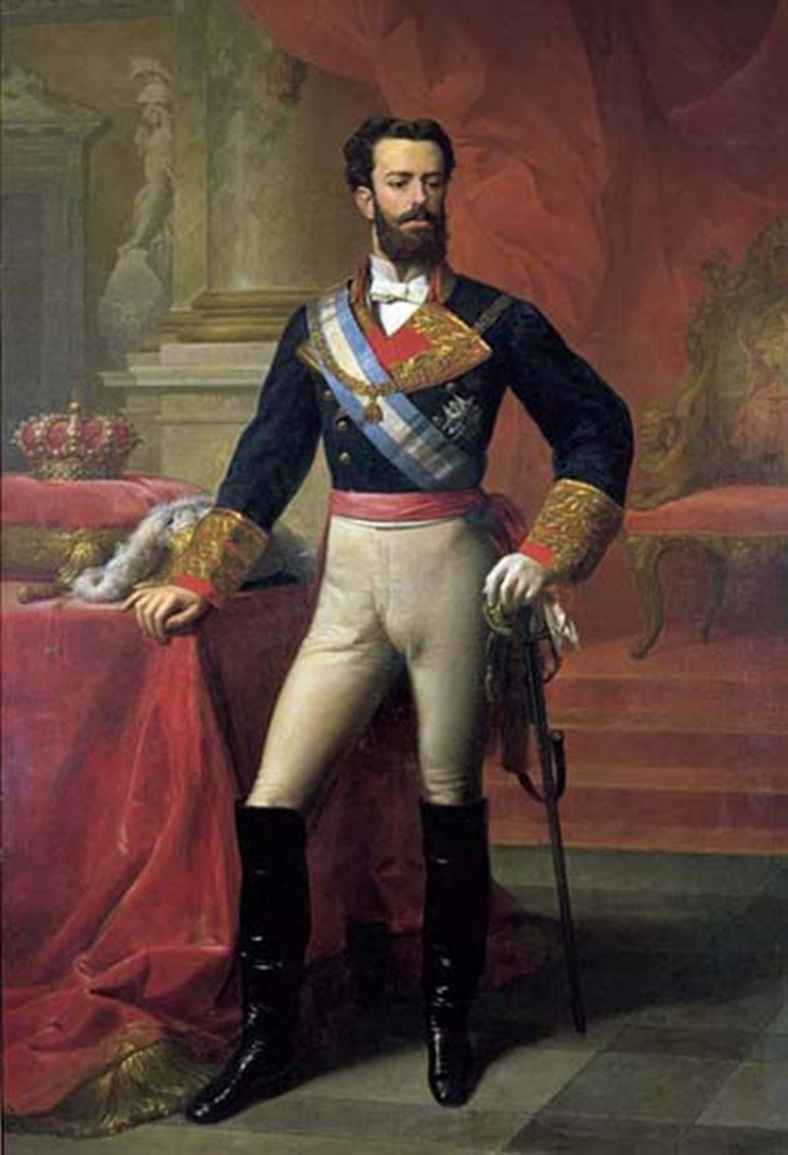
Retrato del rey Amadeo I de España, por Carlos Luis de Ribera y Fieve (Banco de España).

El 29 de enero de 1873 los radicales más extremistas tomaron como pretexto un supuesto desaire del rey a las Cortes —al haber aplazado un día el bautismo del heredero al trono que acababa de nacer a causa de que el parto había sido difícil, mientras el gobierno y los presidentes del Congreso y del Senado, vestidos de gala para la ocasión, esperaban en una antesala del palacio— junto con el rumor de que el rey pretendía destituir al gobierno y sustituirlo por otro del partido constitucional —se sabía que el rey se había entrevistado con el general Serrano en Palacio para que asistiera al bautismo del príncipe, aunque tras consultar con la junta directiva de su partido, había declinado la invitación alegando motivos de salud para no dar a entender que aflojaban en su oposición al gobierno radical—, y propusieron en las Cortes que se declarasen en sesión permanente, en Convención, que solo la rápida llegada del Gobierno logró atajar. Sin embargo, la Cámara declaró sin más estar «enterada» del nacimiento del infante y no hubo ningún tipo de celebración ni discursos. El rey le comunicó a Ruiz Zorrilla su disgusto por la actitud de las Cortes y que no estaba «dispuesto a sufrir imposiciones de nadie» y que se hallaba «preparado para proceder según lo aconsejaran las circunstancias». Amadeo I escribió a su padre a principios de febrero que se estaba planteando abdicar porque:

Yo vi que mi ministro, en vez de trabajar en la consolidación de la dinastía, trabajaba, de acuerdo con los republicanos, para su caída

Un conflicto mucho más grave, que sería el definitivo en el enfrentamiento del gobierno y de las Cortes con el rey, fue el provocado por la propuesta de disolución del arma de artillería. Ese mismo mes de enero de 1873 los oficiales de artillería habían desafiado al gobierno amenazando con dimitir si éste mantenía como capitán general de las Vascongadas al general Hidalgo, al que acusaban de ser responsable de las muerte de compañeros suyos en la abortada sublevación del cuartel de San Gil de junio de 1866. La respuesta del gobierno, con el apoyo de las Cortes, fue reafirmar la supremacía del poder civil sobre el ejército manteniendo el nombramiento y procediendo a reorganizar el arma, por lo que los oficiales cumplieron su promesa y dimitieron en bloque. El 6 de febrero una delegación de los artilleros dimitidos se entrevistó con el rey para pedir su intervención en el conflicto y ofreciéndose para apoyar un golpe de fuerza que disolviera las Cortes y suspendiera por algún tiempo las garantías constitucionales hasta preparar nuevas elecciones para unas nuevas Cortes que aprobaran más prerrogativas para la Corona. El rey rechazó la propuesta del golpe de fuerza, pero prometió que se opondría a la reorganización del arma de artillería que preparaba el gobierno.

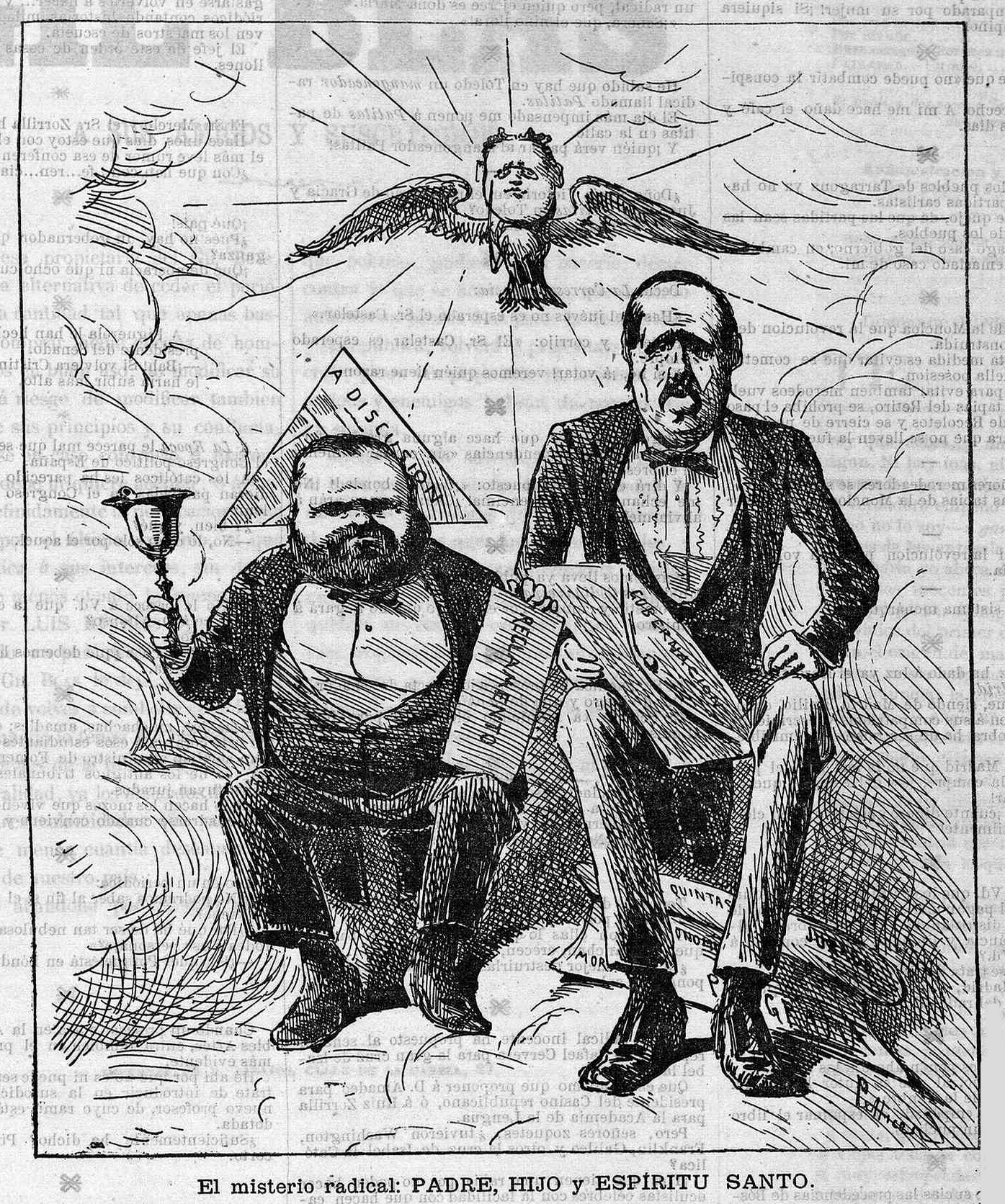
Caricatura de José Luis Pellicer titulada «El misterio radical: PADRE, HIJO Y ESPIRITU SANTO» publicada en Gil Blas el 29 de septiembre de 1872. Aparecen Nicolás María Rivero («el PADRE»), presidente del Congreso de los Diputados (a la izquierda); Manuel Ruiz Zorrilla («el HIJO»), presidente del Gobierno (a la derecha); y Cristino Martos («el ESPIRITU SANTO»), ministro de Estado (arriba con forma de paloma).

Cuando el rey tuvo conocimiento ese mismo día por la prensa de que el gobierno pensaba nombrar al general Hidalgo nuevo capitán general de Cataluña, hizo llamar a Ruiz Zorrilla a Palacio. El presidente le aseguró que lo que decía la prensa no era cierto, pero al día siguiente se confirmó el nombramiento, por lo que el rey comprobó «que Zorrilla me había mentido». Intentó que el gobierno diera marcha atrás y llamó a Ruiz Zorrilla el día 7 de febrero por la mañana y otra vez por la tarde cuando supo que la cuestión de la reorganización del arma de artillería iba a ser tratada en el Congreso de Diputados, aconsejándole que no lo hiciera y que ganara tiempo no admitiendo las dimisiones de los oficiales del cuerpo de artillería justificándolo con la guerra carlista. Según el rey, Ruiz Zorrilla se mostró conforme, pero las Cortes aquel día aprobaron la aceptación de la renuncia de los oficiales de artillería, su sustitución por los sargentos y la reorganización del arma. Al día siguiente, 8 de febrero, el Senado ratificaba la votación del Congreso, aunque el moderado Fernando Calderón Collantes advirtió al gobierno que las medidas aprobadas eran un ataque a la prerrogativa regia, pues era conocida la oposición de la Corona a las mismas. El rey se sintió engañado de nuevo —además los oficiales estaban siendo obligados a entregar las armas en Madrid a los sargentos la misma mañana del día 8 cuando ni siquiera el rey había firmado el decreto—.
El rey consideró que la única alternativa que le quedaba era nombrar un gobierno del Partido constitucional y disolver las Cortes, pero «per dissolvere la camera era necesario ricorrere alla forza», como le dijo Amadeo I a su padre en una carta, lo que podía conducir a la guerra civil —el rey podía contar con los más importantes generales conservadores, Topete, Serrano y Malcampo, pero la guarnición de la capital estaba en manos de militares afines al Partido Radical—. De hecho ese mismo viernes 7 de febrero el almirante Topete visitó al rey en Palacio ofreciéndole el apoyo de su partido, el Constitucional, y el de los generales unionistas, los de más prestigio en el Ejército. Al día siguiente, sábado 8 de febrero, acudió de nuevo Topete a Palacio comunicándole el rey que no deseaba que por él se derramara sangre y que iba a firmar el decreto de reorganización del cuerpo de artilleros.
Así Amadeo I abandonó la opción del golpe de fuerza y cuando el consejo de ministros presidido por él se reunió el sábado 8 de febrero firmó los decretos sobre los artilleros al haber sido ratificados por las Cortes, aunque hizo constar que esa cuestión era competencia del Ejecutivo, que según la Constitución de 1869 detentaba el rey, y no del Legislativo. «El rey retuvo a Ruiz Zorrilla después del Consejo de Ministros para decirle que le había decepcionado porque habiéndole creído leal a la dinastía y a lo que ella significaba, había sido cegado por el espíritu de partido» y a continuación le expuso su idea de que se formara, «per effetto di patriottismo», un gobierno de conciliación de todos los partidos que le habían votado en noviembre de 1870. De lo contrario no le quedaba más opción que abdicar.
Ruiz Zorrilla reunió a su gabinete en tres ocasiones para estudiar la propuesta del rey de formar un gobierno de conciliación con los constitucionales de Serrano y Sagasta, sabiendo que estaba en juego la continuidad del reinado de Amadeo I. Pero la propuesta fue rechazada. Cuando esto se supo el domingo 9 de febrero, el Partido Constitucional acordó ofrecerse de nuevo al rey para lo que requiriese, enviándose un telegrama al general Serrano que estaba en Jaén para que volviera inmediatamente a Madrid. Al día siguiente, lunes 10 de febrero, llegó Serrano a la capital e informó al rey de que él estaba dispuesto a formar gobierno y defender a la dinastía, pero ese mismo día un número extraordinario del diario de mayor tirada, La Correspondencia de España, dio la noticia de que Amadeo I había renunciado al trono. El rey había firmado el decreto de reorganización del arma de artillería, que fue publicado el día 9, y a continuación había abdicado.
Como ha destacado Manuel Suárez Cortina, «con su abdicación fracasaba en España el experimento de una Monarquía democrática, de clases medias, que intentaba dar contenido a los componentes reformistas de la revolución de 1868».

## La proclamación de la República

### Lunes, 10 de febrero de 1873
El lunes 10 de febrero, La Correspondencia de España, el diario de mayor tirada del país, dio la noticia de que el rey había abdicado e, inmediatamente, grupos numerosos de republicanos federales se agolparon en las calles de forma pacífica pidiendo la proclamación de la República. El Gobierno del Partido Radical de Ruiz Zorrilla se reunió; en su seno, las opiniones estaban divididas entre el presidente y los ministros de procedencia progresista, que pretendían constituirse en Gobierno provisional para organizar una consulta al país sobre la forma de gobierno —postura que también apoyaba el Partido Constitucional del general Serrano, porque de esa forma no se produciría la proclamación inmediata de la República—, y los ministros de procedencia demócrata, también conocidos como los cimbrios, encabezados por Cristino Martos y apoyados por el presidente del Congreso de los Diputados, Nicolás María Rivero, que se decantaban por la reunión conjunta del Congreso y del Senado que, constituidos en Convención, decidirían la forma de gobierno, lo que conduciría a la proclamación de la República, dada la mayoría que formaban en ambas cámaras la suma de republicanos federales y de estos radicales de procedencia demócrata.

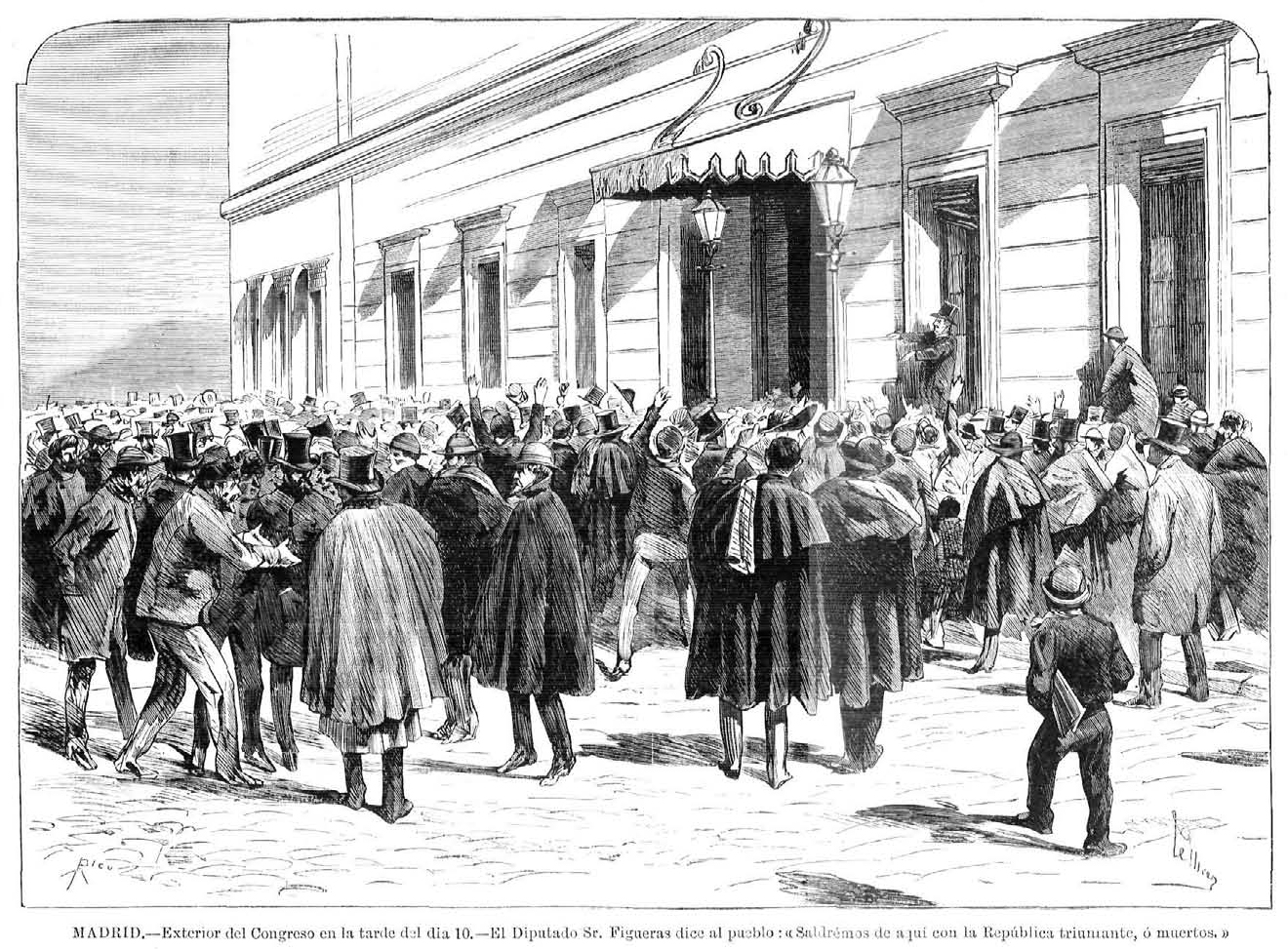
Multitud agolpada frente al Palacio de las Cortes, mientras se gestaba la proclamación de la República en el interior del edificio.

El presidente Ruiz Zorrilla acudió al Congreso de Diputados, cuya sesión había comenzado sin su presencia hacia las 2 de la tarde, para pedir a los diputados de su propio partido, con mayoría absoluta en la Cámara, que aprobaran la suspensión de las sesiones al menos veinticuatro horas, las suficientes para asegurar el mantenimiento del orden. Asimismo, pidió que no se tomara ninguna decisión hasta que llegara a las Cortes el escrito de renuncia a la Corona del rey Amadeo I. Con todo ello, Ruiz Zorrilla pretendía ganar tiempo. Durante su intervención ante las Cortes Ruiz Zorrilla lanzó una advertencia, no bien recibida, hacia los diputados de su propio partido que estuvieran pensando votar a favor de la República:

Contra lo que yo protesto, aunque me quedase el último, sería contra aquellos diputados que habiendo venido aquí monárquicos constitucionales, se creyeran autorizados para tomar una decisión esta tarde en que se se indicara que no habían variado de opinión porque así lo creyeron conveniente, sino que eran tan débiles y tan pequeños que viendo desaparecer el sol que les calentaba, se iban a poner al sol naciente. [...] Yo soy así y cada uno es como Dios le ha hecho. [Yo no puedo] prescindir de mi honra, el llevar ningún remordimiento a mi conciencia.

Ruiz Zorrilla fue desautorizado por su propio ministro de Estado, Cristino Martos, cuando este dijo a la Cámara que, en cuanto llegara la renuncia formal del rey, el poder sería de las Cortes y «aquí no habrá dinastía ni monarquía posible, aquí no hay otra cosa posible que la República». Así, se aprobó la moción del republicano federal Estanislao Figueras para que las Cortes se declararan en sesión permanente («Quede en sesión permanente el Congreso de los Diputados, y entonces podremos desafiar a todos los reaccionarios que vengan a arrojarnos de aquí con las bayonetas», dijo Figueras), a pesar del intento de Ruiz Zorrilla de que los radicales no la apoyaran. Mientras tanto, el edificio del Congreso de los Diputados había sido rodeado por una multitud que exigía la proclamación de la República, aunque la milicia nacional logró disolverla. Por su parte, Figueras desde una ventana del Congreso intentó tranquilizar a los congregados allí prometiéndoles la inmediata proclamación de la República.
La sesión se suspendió a las 9 de la noche y se nombró una comisión de diputados que acompañara al presidente del Congreso Nicolás Rivero para permanecer en el edificio. Sobre esa hora varios generales y políticos monárquicos conservadores estaban reunidos en casa del marqués del Duero, convocados por el general Serrano, para decidir si daban un golpe de fuerza. La mayoría estimaron que no contaban con apoyos suficientes. Por su parte el general Serrano dijo que continuaría las «gestiones» con Nicolás María Rivero, presidente del Congreso de los Diputados, por si «los consideraba necesarios».

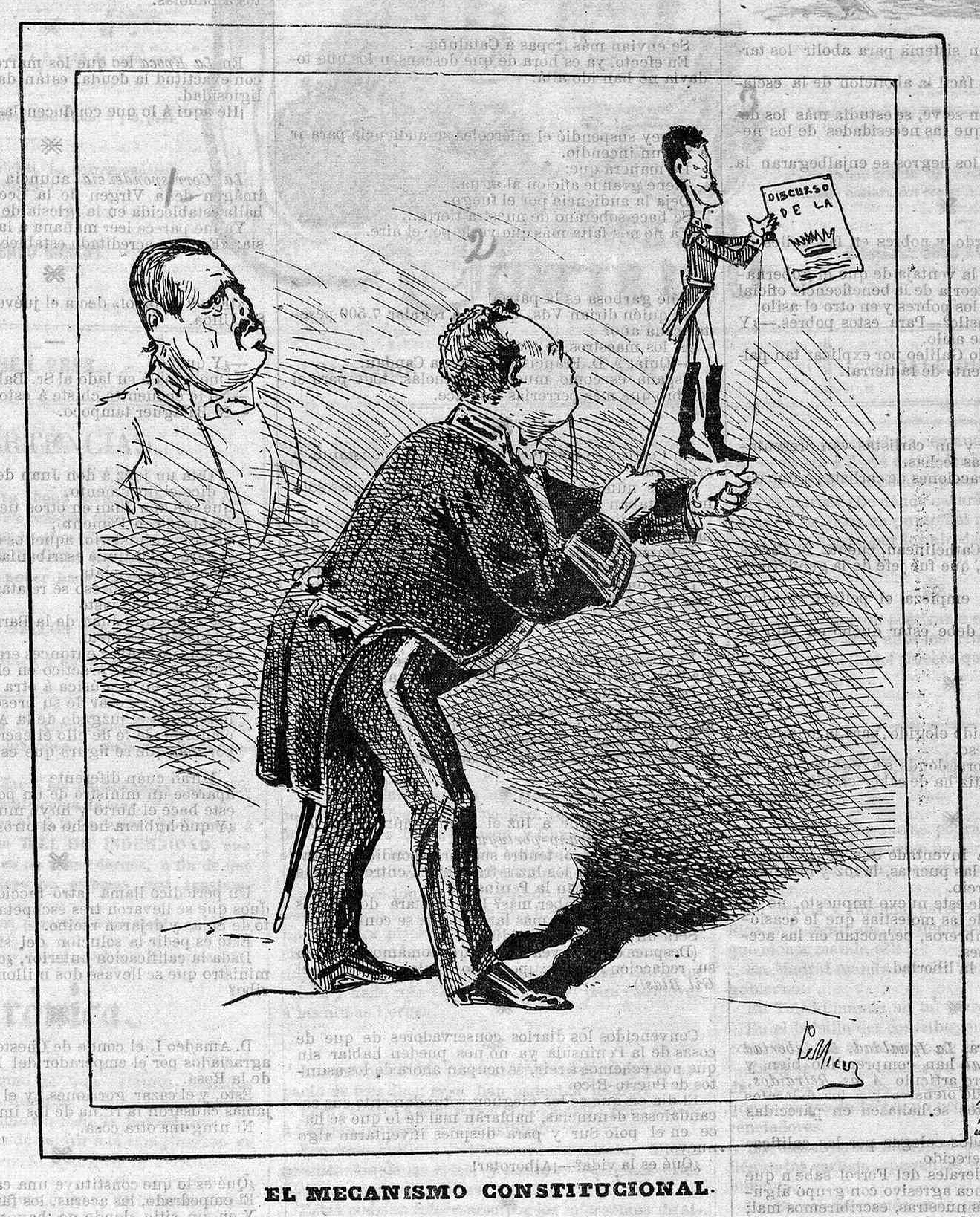
Caricatura de José Luis Pellicer publicada en Gil Blas el 22 de septiembre de 1872 titulada «EL MECANISMO CONSTITUCIONAL». Aparece Cristino Martos manejando la marioneta del rey Amadeo I que lleva en sus manos el discurso de la Corona. A la izquierda en penumbra el presidente del gobierno Manuel Ruiz Zorrilla.

Según el testimonio posterior del ministro José de Echegaray fueron Rivero y sus amigos «los que lo tenían todo preparado para reunir el Congreso y el Senado, constituyéndolo en convención». El historiador Alejandro Nieto García da credibilidad a este testimonio y asegura que existió un pacto entre Rivero y el republicano federal Estanislao Figueras para proclamar la República, sin definirla como unitaria o como federal, según el cual Rivero presidiría el Gobierno, que contaría con tres ministros republicanos federales, y Figueras el Parlamento (la futura Asamblea Nacional integrada por diputados y por senadores). Para apuntalar su tesis Nieto cita al republicano federal Enrique Vera y González que en su obra Pi y Margall y la política contemporánea (1886) afirmó que «desde algunos meses antes venía haciendo trabajos de zapa en las filas del Partido Radical el Sr. Rivero para preparar los ánimos a favor de una república conservadora... Desde luego aspiraba a ser el jefe del Estado así que abdicase don Amadeo, lo que prueba que en su conversión republicana había más de ambición que sincero convencimiento. [...] No comunicó su maniobra sino a Figueras...». Pero este plan se vería frustrado, según Nieto, por «la terquedad de Ruiz Zorrilla, la intemperancia de Rivero y la astucia egoísta de Martos», porque finalmente fue Martos quien presidiría la Asamblea y Figueras el gobierno, quedando fuera de juego Rivero.
Jorge Vilches, en cambio, ha señalado a Cristino Martos, «el personaje más funesto del Sexenio Revolucionario», como el urdidor del plan para lograr la abdicación de Amadeo I y proclamar la República. «Martos y los suyos manejaron al rey a su antojo» —«quisieron convertirlo en un monarca a su servicio hasta que la república estuviera madura»—, así como al presidente del gobierno Ruiz Zorrilla, «que nunca se dio cuenta que estaba siendo manejado por Martos». Para «hacerse con el poder» Martos contó con la colaboración de Estanislao Figueras, el mismo dirigente republicano federal que según la versión de Alejandro Nieto pactó con Rivero. El contenido del pacto habría sido el mismo aunque invirtiendo los papeles: Martos presidiría la Asamblea Nacional y Figueras el Gobierno (que fue lo que finalmente sucedió).

### Martes, 11 de febrero de 1873
El martes 11 de febrero, los jefes de distrito republicanos de Madrid amenazaron al Congreso de los Diputados con que, si no proclamaban la República antes de las tres de la tarde, iniciarían una insurrección. Los republicanos de Barcelona enviaron un telegrama a sus diputados en Madrid en el mismo sentido.
A las tres de la tarde se reanudó la sesión del Congreso de los Diputados, rodeado por una multitud que daba gritos en favor de la República. Se cerraron las puertas y varios diputados republicanos federales se asomaron a las ventanas para pedir calma. Lo primero que se hizo fue dar lectura a la renuncia al trono de Amadeo I firmada ese mismo día. Y a continuación el presidente del Congreso de los Diputados Nicolás María Rivero propuso la reunión conjunta del Congreso y del Senado para que «ambos cuerpos colegisladores y representando la soberanía nacional, acuerden lo conveniente acerca de este documento y acerca del ejercicio de la autoridad». En el escrito que se envió al Senado se decía:

El Congreso de los Diputados acaba de recibir un mensaje en que S.M. el Rey hace formal renuncia de la Corona. Ante suceso de tal magnitud el Congreso considera que nada debe resolver sin el concurso del Senado. En nombre, pues, de altísimos intereses reclama confiado su eficaz cooperación para que, constituidas ambas Cámaras en una sola, provean con solo acuerdo el bien de la patria, el sostenimiento del orden y triunfo definitivo de la libertad.

Enviado el mensaje al Senado se suspendió la sesión que no se reanudó hasta las tres y media de la tarde cuando ya habían llegado los senadores y todos los allí reunidos se habían constituido en Asamblea Nacional, actuando como presidente, por razones de edad, el que lo era del Senado Laureano Figuerola. El primer acuerdo que se adoptó fue aceptar formalmente la renuncia del rey Amadeo I.
A continuación, ante la ausencia del presidente del Gobierno Ruiz Zorrilla (llegaría más tarde), el ministro de Estado Cristino Martos anunció que el Gobierno devolvía sus poderes a las Cortes, con lo que estas se convertían en Convención y asumían todos los poderes del Estado. Entonces, varios diputados republicanos y radicales, siguiendo un pacto acordado previamente, presentaron una moción para que la Asamblea Nacional aprobaran como forma de gobierno la República y eligieran un Ejecutivo responsable ante aquella. Francisco Pi y Margall intervino para decir que los republicanos federales no pedían en aquel momento la proclamación de la República Federal, «porque es preciso que todos hagamos algún sacrificio de nuestras ideas», sino de la República y que la definición de la misma la determinarían las futuras Cortes Constituyentes. «Hoy no os pedimos nosotros sino que proclamemos la República, y ya vendrá el día en que otros decidirán cuál ha de ser la organización que se da a esa forma [de gobierno]», dijo. Por su parte el radical Cristino Martos apoyó la propuesta afirmando que «urge mucho en bien de todos que entremos pronto en la República», poniendo fin a la situación de «interinidad» que había provocado la abdicación del rey. «Nosotros aceptamos la república; y como no basta aceptarla, vamos a votarla de buen grado», dijo. Y añadió a continuación dirigiéndose a las clases medias: «La República será de orden. La República será de paz». La proposición decía así:

La Asamblea Nacional reasume todos los Poderes y declara como forma de Gobierno de la Nación la República, dejando a las Cortes Constituyentes la organización de esta forma de Gobierno. Se elegirá por nombramiento directo de las Cortes un Poder Ejecutivo, que será amovible y responsable ante las mismas.

Manuel Ruiz Zorrilla, hasta entonces presidente del Gobierno, intervino para contradecir a sus compañeros de partido que, como Rivero y Martos, se había mostrado favorables a proclamar la República:

Protesto y protestaré, aunque me quede solo, contra aquellos diputados que habiendo venido al Congreso como monárquicos constitucionales se creen autorizados a tomar una determinación que de la noche a la mañana pueda hacer pasar a la nación de monárquica a republicana.

Por su parte el monárquico Saturnino Álvarez Bugallal advirtió que la proposición que se estaba debatiendo era «abiertamente contraria a la Constitución vigente puesto que somete a la deliberación de las dos Cámaras reunidas lo que las dos Cámaras reunidas ni separadas pueden acordar por carencia notoria y absoluta de competencia y atribuciones con arreglo a la ley fundamental». Previamente había intervenido el radical Cristino Martos para afirmar que la Constitución  «no podemos aplicarla en este momento. No seamos aquí vanos ergotistas. No vengamos aquí a mantener fórmulas vacías, a hacer fácil ostentación de amor riguroso a los procedimientos y a los principios. Sobrevienen a veces tan grandes necesidades y tan extraordinarias circunstancias que se imponen con soberana fuerza a la voluntad de los hombres».
A continuación, el republicano Emilio Castelar subió al estrado y pronunció un discurso que fue respondido con encendidos aplausos y que se haría célebre:

Señorías, con Fernando VII murió la monarquía tradicional; con la fuga de Isabel II, la monarquía parlamentaria; con la renuncia de don Amadeo de Saboya, la monarquía democrática. Nadie ha acabado con ella, ha muerto por sí misma. Nadie trae la República, la traen todas las circunstancias, la trae la conjuración de la sociedad, de la naturaleza y de la Historia. Señores, saludémosla como el sol que se levanta por su propia fuerza en el cielo de nuestra Patria.

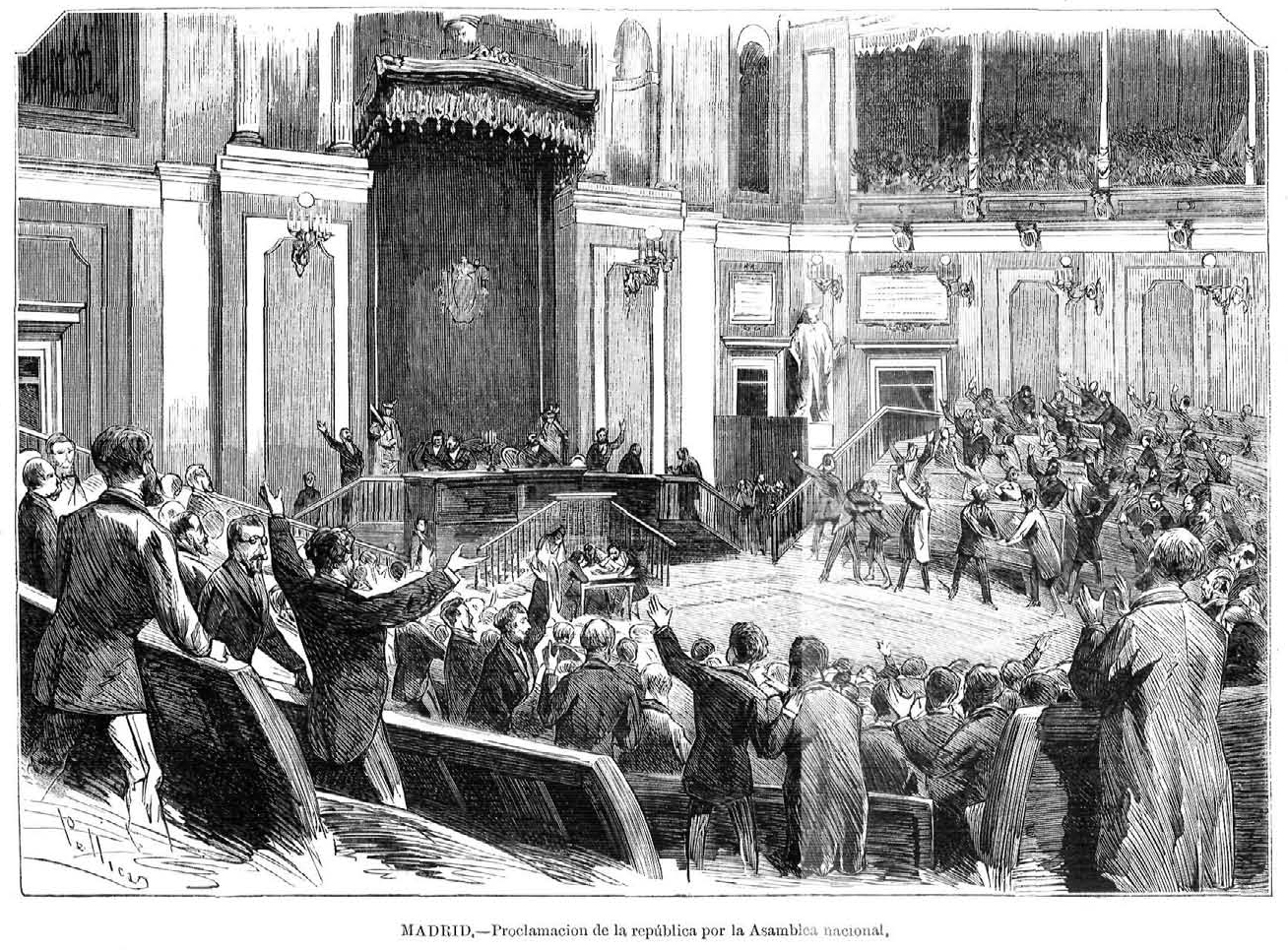
Grabado de la proclamación de la República por la Asamblea Nacional, en La Ilustración Española y Americana, 16 de febrero de 1873.

La proposición presentada por republicanos y radicales fue finalmente aprobada a las nueve de la noche de ese martes 11 de febrero por 258 votos a favor y 32 en contra, por lo que la República fue proclamada «como forma de gobierno de la Nación». «El resultado [de la votación] produjo apasionadas escenas de entusiasmo, que se reprodujeron en el exterior, donde los ciudadanos habían estado concentrándose... La ciudad entera era una fiesta».

### Miércoles, 12 de febrero
Tras un receso de tres horas, volvieron a reunirse las Cámaras pasada la medianoche para nombrar presidente del Poder Ejecutivo al republicano federal Estanislao Figueras, quien estaría al frente de un Gobierno pactado entre los radicales y los republicanos federales, e integrado por tres republicanos —Emilio Castelar en Estado, Francisco Pi y Margall en Gobernación y Nicolás Salmerón en Gracia y Justicia— y cinco radicales —José Echegaray en Hacienda, Manuel Becerra y Bermúdez en Fomento, Francisco Salmerón en Ultramar, el general Fernando Fernández de Córdoba en Guerra y el almirante José María Beránger en Marina—. Según informó El Imparcial en su edición de ese mismo día 12 en la reunión que mantuvieron los líderes republicanos y los radicales se ofreció a Cristino Martos la presidencia del gobierno, pero este rechazó el cargo porque prefería la presidencia de la Asamblea. Así fue como se acordó que presidiera el gobierno Figueras. Castelar se resistió a formar parte de él aunque finalmente aceptó por «patriotismo».

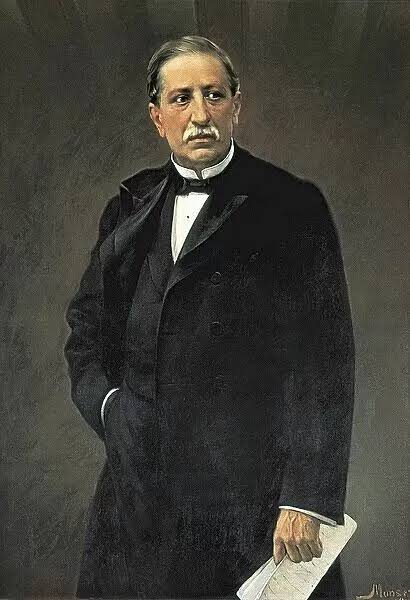
El primer presidente del Poder Ejecutivo de la República Estanislao Figueras.

En el discurso que el nuevo presidente Estanislao Figueras pronunció a continuación recalcó el carácter pacífico que había tenido el paso de la Monarquía a la República:

Cuando un pueblo verifica una transformación tan honda y tan admirable de la forma monárquica a la forma republicana y esto se hace no sólo sin efusión de sangre sino sin el más ligero desorden, este pueblo da la prueba más evidente de que es apto para la libertad y de la garantía más eficaz de que la forma republicana es ya la forma definitiva de España.

La sesión de la Asamblea Nacional se suspendió a las dos y media de la madrugada, convocándose su reanudación para las tres de la tarde. En esa sesión se eligió a Cristino Martos como presidente de Asamblea Nacional —«el verdadero poder en una situación de Convención»— por 222 votos, frente a los 20 que reunió Nicolás María Rivero. Según Alejandro Nieto, cuando votaron a Martos como presidente de la Asamblea eran conscientes de que «en aquellas circunstancias se trataba del destino político más importante del país: superior desde luego al de presidente del Consejo de ministros, puesto que era la Asamblea y no el Ejecutivo donde residía la soberanía nacional y estaba dispuesta a funcionar como una convención revolucionaria en ejercicio acumulado de los tres poderes constitucionales». En aquella sesión de la tarde del 12 de febrero, que se levantaría a las 8 de la noche, también fueron elegidos los ocho miembros de la Mesa que se repartieron entre cuatro radicales y cuatro republicanos federales.

## Consecuencias

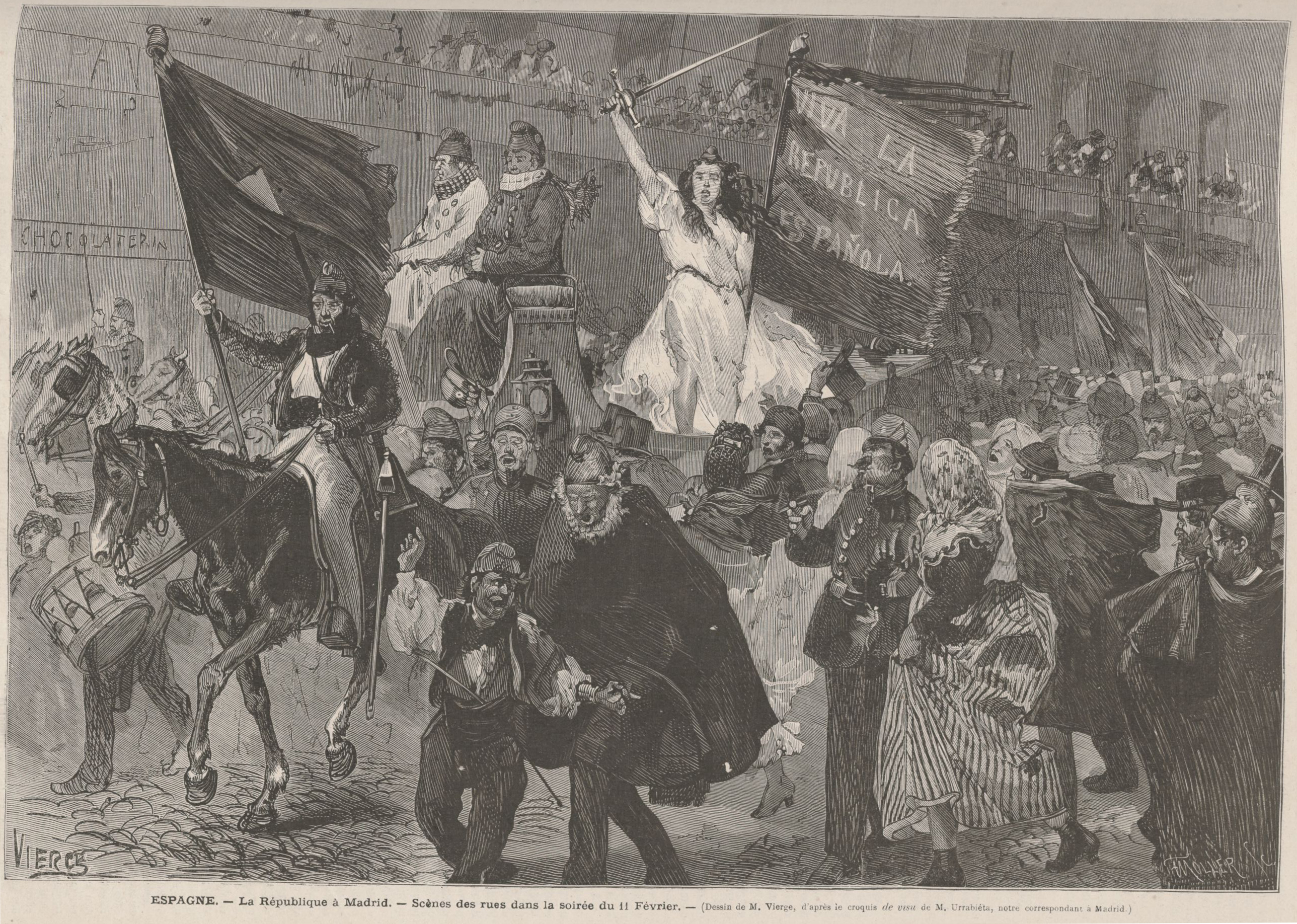
Proclamación de la República en las calles de Madrid la noche del 11 de febrero, dibujo de Vierge en Le Monde Illustré.

En cuanto se conoció la decisión de la Asamblea Nacional los ayuntamientos de mayoría republicana y radical proclamaron la República —en algún caso la República Federal— y hubo manifestaciones en las que también se pidió la liberación de los presos republicanos encarcelados por haber participado en las insurrecciones de los meses anteriores. En algunos lugares se produjeron incidentes violentos que causaron algunos muertos y heridos. En Valencia fue asesinado un concejal republicano cuando se dirigía al frente de una multitud al Gobierno militar a pedir armas (a lo que el capitán general se negó). En Málaga los republicanos «intransigentes» organizaron un motín que duró varios días durante los cuales murieron varios miembros de la Guardia Civil y de los carabineros. En Sevilla se produjeron desórdenes durante los cuales hubo varios heridos por intercambios de disparos entre las fuerzas del orden y grupos de republicanos «intransigentes» que habían ocupado el Ayuntamiento. En Orihuela fue asesinado un concejal del Ayuntamiento. En Motril murieron cuatro personas y hubo diecisiete heridos en el asalto al Ayuntamiento. Pero con estas pocas excepciones prevaleció el orden y el carácter pacífico de las celebraciones como reconoció incluso la prensa monárquica. El diario republicano La Discusión relató así lo sucedido en Granada:

La proclamación tuvo lugar el día 12 en medio del mayor orden y entusiasmo del pueblo entero que recorrió las principales calles de la población en manifestación imponente llevando innumerables banderas, todas con lemas republicanos. El gobernador de la provincia y el alcalde popular dirigieron la palabra al pueblo concluyendo con vivas entusiastas que fueron contestados por la multitud frenéticamente.

Como ha destacado Florencia Peyrou, «los republicanos contemplaron el advenimiento de la República con enorme esperanza. La nueva forma de gobierno haría posible realizar el ideal de una comunidad de ciudadanos, autónomos e iguales ante la ley, que llevaban años defendiendo en periódicos y manifiestos. Tanto porque permitiría consolidar y ampliar los derechos políticos ya existentes, como porque abriría la puerta, por fin, a toda una serie de reformas sociales. La república, además, era indisociable de la federación...». Un ejemplo de esto fue el artículo que publicó en catalán el 16 de febrero el periódico republicano de Barcelona, La Campana de Gracia:

Ja la tenim! Ja la tenim, ciutadans! Lo trono s'ha ensorrat per a sempre en Espanya. Ja no hi haurà altre rey que'l poble, ni mes forma de gobern que la justa, la santa y noble República federal. […]
Republicans espanyols! En aquestos moments solemnes dels quals depen la vida de les nacions, es quan se coneixen als homes y es quan se coneixen als pobles.
Donem lo nostre apoyo moral als homes a qui hém donat nostres aplausos, a qui hém fet objecte de nostre entusiasme. Posémnos a las sevas ordres, baix la bandera de nostres principis inmaculats é íntegros, y avassallem quants obstacles se presentin, per erigir definitivament en Espanya lo temple del dret, de la justicia, de la moralitat y de l'honra, que es lo de la República democrática federal!
¡Ya la tenemos! ¡Ya la tenemos, ciudadanos! El trono se ha derrumbado para siempre en España. Ya no habrá otro rey que el pueblo, ni más forma de gobierno que la justa, santa y noble República federal. [...]
¡Republicanos españoles! En estos momentos solemnes de los que depende la vida de las naciones, es cuando se conocen a los hombres y es cuando se conocen a los pueblos.
Damos nuestro apoyo moral a los hombres a los que hemos dado nuestros aplausos, a quienes hemos hecho objeto de nuestro entusiasmo. ¡Pongámonos a sus órdenes, bajo la bandera de nuestros principios inmaculados e íntegros, y derribemos cuantos obstáculos se presenten, para erigir definitivamente en España el templo del derecho, de la justicia, de la moralidad y de la honra, que es el de la República democrática federal!

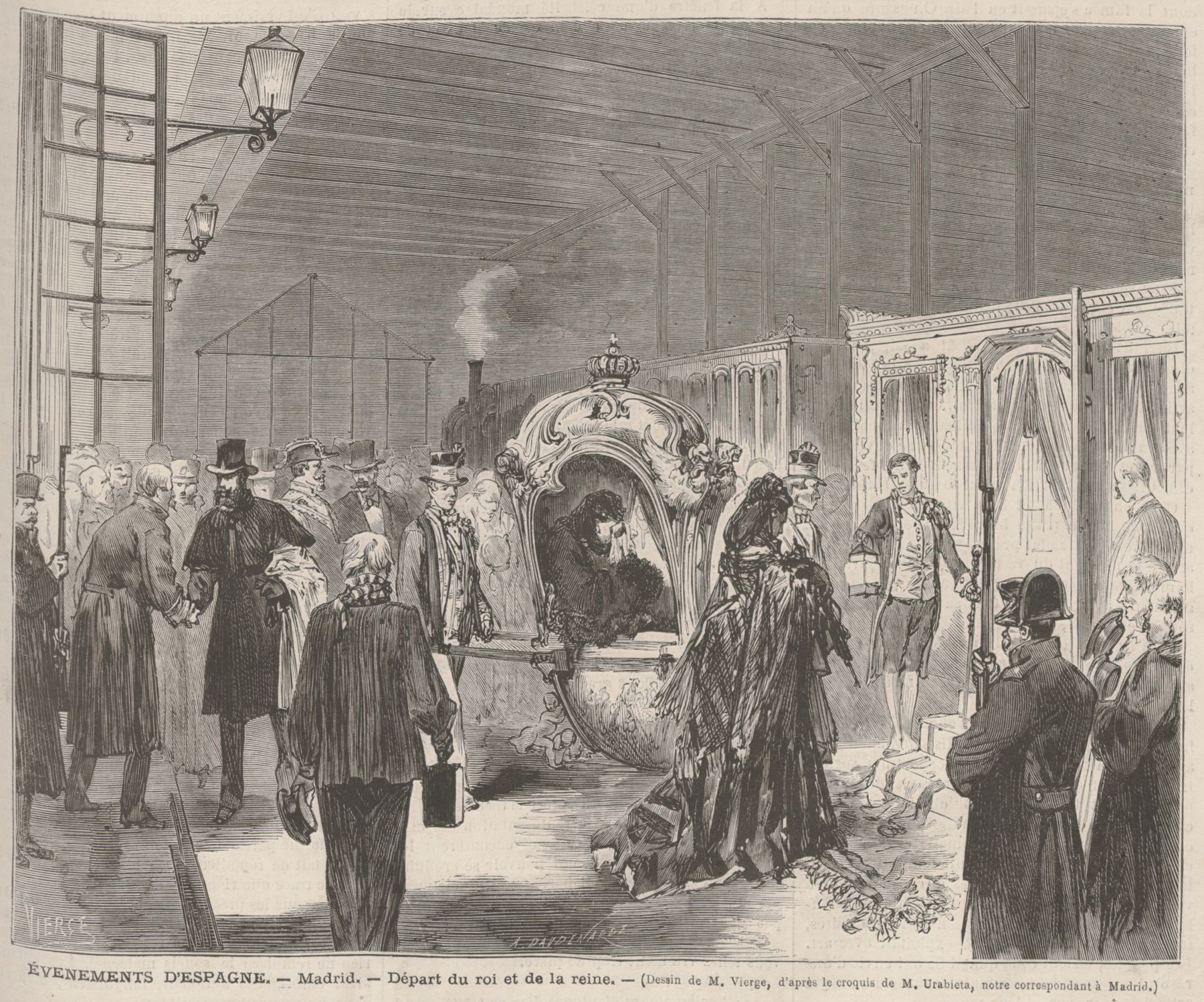
Grabado sobre un dibujo de Daniel Vierge publicado en Le Monde Illustré el 22 de febrero que muestra la salida de Madrid en tren del rey Amadeo I y de su esposa.

La prensa monárquica, por su parte, aceptó el hecho consumado de la proclamación de la República, pero lanzó serias advertencias. El periódico La Prensa publicó: «Nosotros acataremos la República y la sostendremos si a todo trance sostiene la libertad contra la licencia, el orden contra la anarquía, la justicia contra la arbitrariedad, la independencia y la integridad patria contra el menguado filibusterismo». La Iberia, por su parte, escribió: «No crearemos obstáculos alguno a los hombres encargados de regir los destinos de la nación, mientras como formalmente han prometido, sean una poderosa salvaguardia del orden, de la propiedad, del honor español y de la integridad del territorio».

## Debate entre historiadores: ¿una proclamación ilegal, pero legítima?

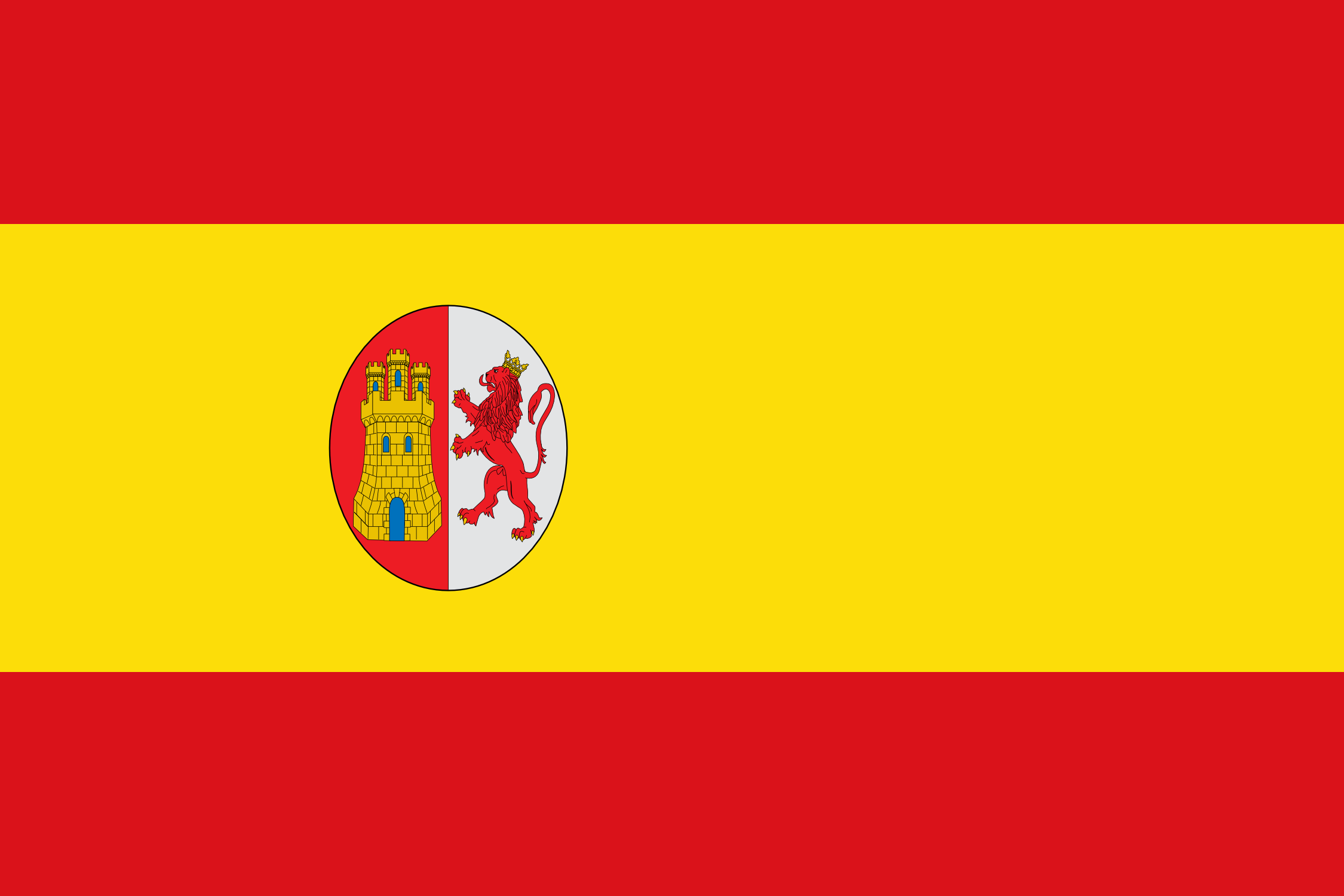
Bandera de la Primera República Española.

Según Ángel Bahamonde y Jesús Antonio Martínez, «el nuevo régimen había sido proclamado por una sesión conjunta del Congreso y del Senado que no estaba contemplada constitucionalmente. Tal proclamación debería haber sido producto de la labor de las Cortes Constituyentes, con lo que las Cortes tenían que haber sido disueltas y nombrado un Gobierno provisional... Pero lo delicado de la situación invitó a radicales y republicanos federales a evitar cualquier situación de interinidad, y a adoptar el compromiso de una República indefinida».
Florencia Peyrou coincide con Bahamonde y Martínez: «La abdicación de Amadeo llegó por sorpresa, y aunque la república hubiera estado en todo momento en el aire, lo repentino de su advenimiento obligó indudablemente a actuar y tomar decisiones de manera precipitada. Se ha repetido hasta la saciedad que la misma proclamación de la república se llevó a cabo de manera ilegal. De acuerdo con la Constitución de 1869, ante el vacío de poder deberían haberse disuelto las cortes e instituido un gobierno provisional que organizara las elecciones constituyentes, pero con la idea de evitar la inestabilidad que podría derivar de una situación de interinidad, el Congreso se declaró en sesión permanente, se fusionó con el Senado y se convirtió en Asamblea Nacional».